# WatchOS 3
watchOS 3 est le 3e système d'exploitation de l'Apple Watch. Il est développé par Apple Inc..
Comme toutes les autres versions de watchOS, ce système d’exploitation est basé sur iOS, ici iOS 10. watchOS 3 a été présenté lors de la WWDC 16, en juin 2016 à San José.

## Fonctionnalités[2]

### Dock
Le bouton poussoir de l’Apple Watch permet d’ouvrir le dock qui contient les applications les plus utilisées.

### Cadrans
Apple a ajouté des nouveautés concernant les cadrans : on a la possibilités de personnaliser les cadrans.

### Messages
L’app iMessage inclut des effets de message comme sur iOS 10.

### Déverrouillage du Mac au poignet
Avec Auto-Unlock, on a la possibilité de déverrouiller son Mac avec son Apple Watch.

### HomeKit
On a la possibilité de contrôler sa maison avec son Apple Watch.

### Appel d’urgence
On a la possibilité de faire un appel d’urgence depuis son Apple Watch.

## Compatibilité
watchOS 3 est compatible avec les appareils suivants:
- Apple Watch
- Apple Watch Series 1
- Apple Watch Series 2